# British Academy Film Awards 1965
Die 18. Verleihung der British Academy Film Awards zeichnete die besten Filme von 1964 aus. Die Filmpreise wurden von der British Academy of Film and Television Arts (BAFTA) verliehen.
| Film                                                  | N | A |
| ----------------------------------------------------- | - | - |
| Dr. Seltsam oder: Wie ich lernte, die Bombe zu lieben | 7 | 4 |
| Schlafzimmerstreit                                    | 7 | 4 |
| Becket                                                | 7 | 3 |
| An einem trüben Nachmittag                            | 4 | 1 |
| King and Country – Für König und Vaterland            | 4 | 0 |
| Schüsse in Batasi                                     | 3 | 1 |
| Das Haus im Kreidegarten                              | 3 | 0 |
| Charade                                               | 2 | 1 |
| Der gelbe Rolls-Royce                                 | 2 | 0 |
| Lilien auf dem Felde                                  | 2 | 0 |
| 23 Skidoo                                             | 2 | 0 |

## Preisträger und Nominierungen

### Bester Film
Dr. Seltsam oder: Wie ich lernte, die Bombe zu lieben (Dr. Strangelove or: How I Learned to Stop Worrying and Love the Bomb) – Regie: Stanley Kubrick
Becket – Regie: Peter Glenville
Schlafzimmerstreit (The Pumpkin Eater) – Regie: Jack Clayton
Der Zug – Regie: John Frankenheimer

### Bester britischer Film
Dr. Seltsam oder: Wie ich lernte, die Bombe zu lieben (Dr. Strangelove or: How I Learned to Stop Worrying and Love the Bomb) – Regie: Stanley Kubrick
Becket – Regie: Peter Glenville
King and Country – Für König und Vaterland (King & Country) – Regie: Joseph Losey
Schlafzimmerstreit (The Pumpkin Eater) – Regie: Jack Clayton

### United Nations Award
Dr. Seltsam oder: Wie ich lernte, die Bombe zu lieben (Dr. Strangelove or: How I Learned to Stop Worrying and Love the Bomb) – Regie: Stanley Kubrick
Die blaue Eskadron (A Distant Trumpet) – Regie: Raoul Walsh
Lilien auf dem Felde (Lilies of the Field) – Regie: Ralph Nelson
23 Skidoo – Regie: Julian Biggs

### Bester ausländischer Darsteller
Marcello Mastroianni – Gestern, heute und morgen (Ieri, oggi e domani) 
Cary Grant – Charade
Sterling Hayden – Dr. Seltsam oder: Wie ich lernte, die Bombe zu lieben (Dr. Strangelove or: How I Learned to Stop Worrying and Love the Bomb)
Sidney Poitier – Lilien auf dem Felde (Lilies of the Field)

### Beste ausländische Darstellerin
Anne Bancroft – Schlafzimmerstreit (The Pumpkin Eater) 
Ava Gardner – Die Nacht des Leguan (The Night of the Iguana)
Shirley MacLaine – Das Mädchen Irma la Douce (Irma la Douce) und Immer mit einem anderen (What a Way to Go!)
Kim Stanley – An einem trüben Nachmittag (Séance on a Wet Afternoon)

### Bester britischer Darsteller
Colin Welland – An einem trüben Nachmittag (Séance on a Wet Afternoon) und Schüsse in Batasi (Guns at Batasi) 
Tom Courtenay – King and Country – Für König und Vaterland (King & Country)
Peter O’Toole – Becket
Peter Sellers – Der rosarote Panther (The Pink Panther) und Dr. Seltsam oder: Wie ich lernte, die Bombe zu lieben (Dr. Strangelove or: How I Learned to Stop Worrying and Love the Bomb)

### Beste britische Darstellerin
Audrey Hepburn – Charade
Edith Evans – Das Haus im Kreidegarten (The Chalk Garden)
Deborah Kerr – Das Haus im Kreidegarten (The Chalk Garden)
Maureen Stapleton – An einem trüben Nachmittag (Séance on a Wet Afternoon)

### Bester/beste Nachwuchsdarsteller/-in
Julie Andrews – Mary Poppins
Elizabeth Ashley – Die Unersättlichen (The Carpetbaggers)
The Beatles – Yeah! Yeah! Yeah! (A Hard Day's Night)
Lynn Redgrave – Die erste Nacht (Girl with Green Eyes)

### Bestes britisches Drehbuch
Harold Pinter – Schlafzimmerstreit (The Pumpkin Eater) 
Edward Anhalt – Becket
Bryan Forbes – An einem trüben Nachmittag (Séance on a Wet Afternoon)
Peter George, Stanley Kubrick, Terry Southern – Dr. Seltsam oder: Wie ich lernte, die Bombe zu lieben (Dr. Strangelove or: How I Learned to Stop Worrying and Love the Bomb)

### Beste Kamera (Schwarzweißfilm)
Oswald Morris – Schlafzimmerstreit (The Pumpkin Eater) 
Denys N. Coop – King and Country – Für König und Vaterland (King & Country)
Douglas Slocombe –  Schüsse in Batasi (Guns at Batasi)
Gerry Turpin – An einem trüben Nachmittag (Séance on a Wet Afternoon)

### Beste Kamera (Farbfilm)
Geoffrey Unsworth – Becket
Jack Hildyard – Der gelbe Rolls-Royce (The Yellow Rolls-Royce)
Arthur Ibbetson – Das Haus im Kreidegarten (The Chalk Garden)
Nicolas Roeg – Man geht wieder über Leichen (Nothing But the Best)
Freddie Young – Beim siebten Morgengrauen (The 7th Dawn)

### Bestes Szenenbild (Schwarzweißfilm)
Ken Adam – Dr. Seltsam oder: Wie ich lernte, die Bombe zu lieben (Dr. Strangelove or: How I Learned to Stop Worrying and Love the Bomb) 
Maurice Carter – Schüsse in Batasi (Guns at Batasi)
Richard Macdonald – King and Country – Für König und Vaterland (King & Country)
Ted Marshall – Schlafzimmerstreit (The Pumpkin Eater)

### Bestes Szenenbild (Farbfilm)
John Bryan – Becket
Ken Adam – James Bond 007 – Goldfinger (Goldfinger)
Ernest Archer – Zulu
Carmen Dillon – Das Haus im Kreidegarten (The Chalk Garden)

### Beste Kostüme (Schwarzweißfilm)
Motley Theatre Design Group – Schlafzimmerstreit (The Pumpkin Eater) 
Beatrice Dawson – Der Menschen Hörigkeit (Of Human Bondage)
Julie Harris – Das Verlangen (Psyche 59)

### Beste Kostüme (Farbfilm)
Margaret Furse – Becket
Beatrice Dawson – Die Strohpuppe (Woman of Straw)
Anthony Mendleson – Der gelbe Rolls-Royce (The Yellow Rolls-Royce)
Anthony Mendleson – Raubzug der Wikinger (The Long Ships)

### Bester Kurzfilm
Eskimokünstlerin Kenojuak (Eskimo Artist: Kenojuak) – Regie: John Feeney
Mekong (Mekong: A River of Asia) – Regie: John Armstrong
Muloorina – Regie: David Cobham
23 Skidoo – Regie: Julian Biggs

### Bester Dokumentarfilm
Nobody Waved Good-bye – Regie: Don Owen
Portrait of Queenie – Regie: Michael Orrom
The Life of Billy Walker – Regie: Stephen Hearst
Zwölf Millionen (Alleman) – Regie: Bert Haanstra

### Bester Animationsfilm
The Insects – Regie: Jimmy T. Murakami

### Bester spezialisierter Film
Electric Train Driver: Driving Techniques – Passenger Trains – Regie: Ken Fairbairn
And Gladly Would He Learn – Regie: Rodney Giesler
The Circarc Gear – Regie: Richard Q. McNaughton
Germany: A Regional Geography – Regie: Clive Rees